# Salenocidaris profundi
Salenocidaris profundi is een zee-egel uit de familie Saleniidae.
De wetenschappelijke naam van de soort werd in 1877 gepubliceerd door Peter Martin Duncan.